# Канайгхат
Канайгха́т (бенг. কানাইঘাট, англ. Kanaighat) — город на северо-востоке Бангладеш, административный центр одноимённого подокруга. Площадь города равна 3,36 км². По данным переписи 2001 года, в городе проживало 4590 человек, из которых мужчины составляли 53,7 %, женщины — соответственно 46,3 %. Плотность населения равнялась 1366 чел. на 1 км². Уровень грамотности населения составлял 31,5 % (при среднем по Бангладеш показателе 43,1 %).